# Unprotected
Unprotected è una raccolta live del cantante siciliano Franco Battiato uscita nel 1994 sotto etichetta EMI.
Contiene tredici famosi brani rieseguiti dal vivo a Padova, Genova e Lugo di Romagna.
Come per il successivo L'ombrello e la macchina da cucire, anche Unprotected nella versione in vinile è stato distribuito in edizione limitata e numerata sul retro in numero di 2000 copie.

## Tracce
Testi di Franco Battiato tranne dove indicato, musiche e arrangiamenti Battiato-Pio.
1.     Il re del mondo (Battiato-Pio)
2.     La stagione dell'amore (Battiato)
3.     Prospettiva Nevski (Battiato-Pio)
4.     I treni di Tozeur (Cosentino-Battiato-Pio)
5.     Strade dell'Est (Battiato-Pio)
6.     E ti vengo a cercare (Battiato)
7.     Mal d'Africa (Battiato)
8.     Secondo imbrunire (Battiato)
9.     Lode all'Inviolato (Battiato)
10.  L'ombra della luce (Battiato-Pio)
11.  L'animale (Battiato)
12.  Stranizza d'amuri (Battiato-Pio)
13.  L'era del cinghiale bianco (Battiato-Pio)

## Musicisti
- Franco Battiato - voce
- Giusto Pio - direzione orchestra I Virtuosi Italiani
- Carlo Guaitoli - pianoforte
- Filippo Destrieri, Angelo Privitera - tastiera e programmazione